# На честь Касперівської ікони Божої Матері жіночий монастир РПЦвУ (Грузько-Ломівка)
На честь Касперівської ікони Божої Матері жіночий монастир РПЦвУ — православний жіночий монастир Донецької і Маріупольської єпархії РПЦвУ на честь Касперівської ікони Божої Матері. Монастир розташований у селищі Грузько-Ломівка Макіївської міської громади.
Це перший жіночий монастир у Донецькій області. Відкритий 30 квітня 1997 року. Перша настоятелька монастиря — схимонахиня Марія (Воропаєва).
У монастирі освячені такі храми:
- на честь Касперівської ікони Божої Матері (освячений 11 червня 2004 року митрополитом Ілларіоном);
- на честь святого Апостола й Євангеліста Івана Богослова;
- на честь святого Хрестителя Господнього Івана.

На території поблизу монастиря розташований також храм на честь ікони Божої Матері «Одигітрія», збудований наприкінці XIX століття.
Монастир був збудований на місці, де раніше містилась психіатрична лікарня. На одній зі стін є зображення Божої Матері, яке залишилось з часів існування лікарні.